# Bigorre

Provinzen Frankreichs (1477), Bigorre ist im Südwesten an der Grenze.

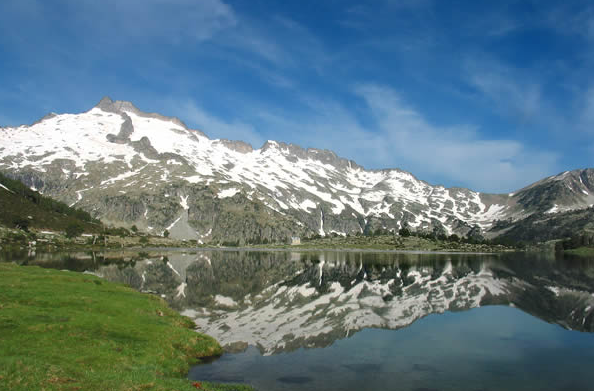
Pic de Néouvieille und Lac d’Aumar

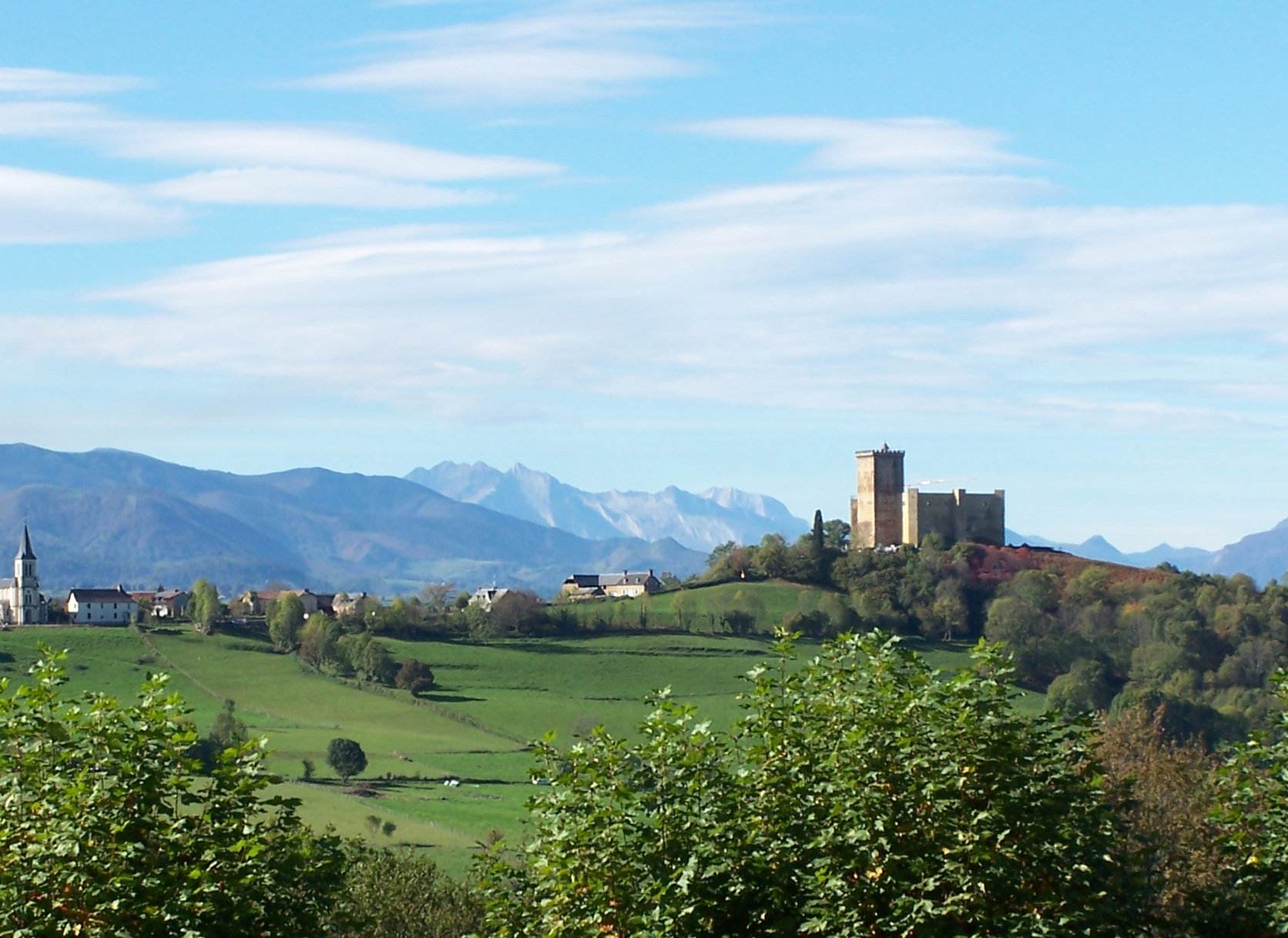
Château de Mauvezin (11./14. Jh.)

Die Bigorre ist eine ehemalige Grafschaft (comté) und eine historische Provinz Frankreichs, die heute etwa drei Viertel des Départements Hautes-Pyrénées ausmacht. Das dort gesprochene Bigourdan ist ein Unterdialekt des Okzitanischen.

## Geografie
Die historische Provinz Bigorre war umgeben von der Vizegrafschaft Béarn im Westen, der Grafschaft Armagnac im Norden, der Grafschaft Astarac im Nordosten, der Grafschaft Comminges im Osten und dem Königreich Aragón im Süden.
Markant ist die Lage der Bigorre mit den teilweise über 3000 m hohen Pyrenäengipfeln im Süden und den nur noch leicht gewellten Weiden und Äckern im Norden, die nur noch Höhen von etwa 300 m erreichen. Höchste Berge sind die dem Pyrenäenhauptkamm vorgelagerten Pic du Midi de Bigorre (2872 m) und Pic de Néouvieille (3091 m) sowie der auf dem Hauptkamm gelegene Vignemale (3298 m). Ein touristisches Erlebnis an schönen Tagen ist der von steil aufragenden Felswänden umgebene Gebirgskessel des Cirque de Gavarnie. In den Bergen entspringen zahlreiche Flüsse, darunter die Gave de Pau, der Adour und der Gers. Wichtig für die touristische Entwicklung der Region sind die Thermalquellen von Cauterets und Bagnères-de-Bigorre sowie einige Skigebiete.
Die wichtigsten Städte und Gemeinden der Bigorre sind: Tarbes (ca. 40.000), Lourdes (ca. 14.000), Bagnères-de-Bigorre (ca. 7.500), Vic-en-Bigorre (ca. 5.000), Maubourguet (ca. 2.500) und Rabastens-de-Bigorre (ca. 1.500).
Zum Gebiet der Bigorre gehören auch die beiden etwa 20 bis 30 km westlich bzw. nordwestlich von Tarbes gelegenen Exklaven mit den Gemeinden Gardères und Luquet einerseits sowie Escaunets, Séron und Villenave-près-Béarn andererseits.

## Wirtschaft
Das Gebiet der Bigorre ist überwiegend landwirtschaftlich orientiert, wobei in den höheren Regionen die Viehzucht dominiert. Lediglich in der Umgebung von Tarbes und Lourdes finden sich kleinere und mittlere Industrieansiedlungen, die über Eisenbahnlinien, den Flughafen Tarbes-Lourdes-Pyrénées und die Autoroute A 64 an das französische Verkehrsnetz angebunden sind.

## Geschichte
Der Name der Landschaft rührt von den antiken Bigerrionen oder Bigerriones her, wohl von baskisch ibai-gorri (Fluss-roter, also „Rotfluss“ oder „Rotbach“), deren Hauptort zur Zeit der römischen Eroberung Galliens unweit der heutigen Stadt Tarbes, vielleicht bei Cieutat, lag.
Zu Beginn des 9. Jahrhunderts schuf Loup Centulle, Herzog der Gascogne, für seinen Sohn Donat Loup († um 820), der mit der aquitanischen Prinzessin Faquilène verheiratet war, die Grafschaft Bigorre, wobei sie zweifellos den größten Teil des Besitzes aus ihrer Mitgift beisteuerte.
Der Besitz, dessen Hauptstadt Tarbes war, wurde geschmälert durch die Großzügigkeit der beiden Grafen Loup Donat († um 910), der seinem jüngeren Sohn die Vizegrafschaft Lavedan gab, und Donat Loup II. († um 930), dessen Sohn, der für einen seiner Söhne die Grafschaft Aure errichtete, für einen weiteren die Vizegrafschaft Aster und für einen dritten die Herrschaft Montaner. Der Teil der Grafschaft Bigorre, die dem ältesten Sohn, Ramon Donat († um 947), blieb, ging im 11. Jahrhundert durch Hochzeit an die Grafen von Foix über, dann an die Vizegrafen des Béarn, im 12. Jahrhundert an die Vizegrafen von Marsan, anschließend an die Herren von Comminges und schließlich im 13. Jahrhundert an das Haus Montfort-l’Amaury.
Die Bigorre wurde nun Objekt eines Nachfolgestreits: Pétronille de Comminges, Erbin der Bigorre durch ihre Mutter, heiratete Guido von Montfort, den dritten Sohn von Simon IV. de Montfort, dem Anführer des Albigenserkreuzzugs, und Bruder von Simon V. de Montfort, der das Erbe Guidos beanspruchte, und dem Pétronille die Aufsicht über die Bigorre während der Minderjährigkeit ihres Enkels Esquivaut anvertraute. Beim Tod Pétronilles teilte sich das Haus Montfort in zwei Parteien auf: die Anhänger Esquivauts und die Anhänger des Königs Theobald II. von Navarra.

Grafschaft Bigorre (hellblau) und um 1800 angegliederte Gebiete

Département Hautes-Pyrénées

Esquivaut konnte sich durchsetzen, doch nach seinem Tod (1283) übernahm der König von England die Oberhoheit über die Bigorre. Esquivauts Schwester Loré, die mit Raymond VI. de Turenne verheiratet war, zog vor Gericht, mit dem Ergebnis, dass der König von Frankreich, Philipp IV., die Grafschaft beschlagnahmte und seiner Frau, der Königin Johanna I. von Navarra und Erbin Theobalds II., übergab. Johanna gab die Bigorre an ihren dritten Sohn weiter, den späteren König Karl IV. von Frankreich, der die Grafschaft bei seiner Thronbesteigung im Jahr 1322 der Krondomäne (Domaine royal) hinzufügte.
Eine Zeit lang dem Grafen Jean I. von Armagnac gegeben, trat der französische König das Land im Frieden von Brétigny (1360) an den englischen König Eduard III. ab.
In den Jahren zwischen 1360 und 1373 wurde die Bigorre von Karl V. von Frankreich zurückerobert. In der Folge erhoben sowohl die Grafen von Foix als auch die Grafen von Armagnac Anspruch auf die Bigorre, bis sie 1425 endgültig Foix zugesprochen wurde, während Jean II. von Armagnac in seinen Ansprüchen mit der Rouergue abgefunden wurde. Von nun an bis zum Ende des 18. Jahrhunderts teilte die Bigorre das Schicksal der Grafschaft Foix.
Bei der Schaffung der Départements während der Französischen Revolution setzte sich Bertrand Barère, der Abgeordnete für Tarbes, stark dafür ein, aus der Bigorre das „Département Hautes-Pyrénées“ zu machen:

„Si ce pays, le Bigorre, est trop petit pour former un département, il convient de l’agrandir. Mais il serait très inique de n’en faire que des districts dépendant d'une ville étrangère; ce serait un meurtre politique que de faire de Tarbes le misérable chef-lieu d’un district.“

„Wenn dieses Land, die Bigorre, zu klein ist, um ein Département zu bilden, ist es angebracht, es zu vergrößern. Es wäre aber sehr ungerecht, aus ihm nur Distrikte zu machen, abhängig von einer fremden Stadt; es wäre politischer Mord, aus Tarbes den armseligen Hauptort eines Distrikts zu machen.“

Dieser Einsatz bewirkte, dass das Territorium im Norden und Osten vergrößert wurde. Ein Erbe der alten Grafschaft sind dagegen die beiden kleinen Exklaven, die Hautes-Pyrénées im benachbarten Département Pyrénées-Atlantiques (Béarn) hat.

## Grafen von Bigorre
Die Abstammung der Grafen von Bigorre in männlicher Linie von den Merowingern über eine Stammreihe von Herzögen von Aquitanien ist eine Fiktion, die im 17. Jahrhundert durch die gefälschte Charta von Alaon aufgebracht wurde:
- - Chlothar II. († 629/630) König der Franken, ⚭ II Bertetrud († 618)
  - Charibert II. († 632), deren Sohn, Unterkönig in Aquitanien, ⚭ Gisela von Gascogne
  - Boggis, deren Sohn, ⚭ Oda die Heilige von Gascogne
  - Eudo Herzog von Aquitanien († 735), deren Sohn, ⚭ Waltrude
  - Hunoald Herzog von Aquitanien († 774), deren Sohn,
  - Waifar, Herzog von Gascogne, dessen Sohn, ⚭ Adele von Gascogne
  - Adalrich von Gascogne, deren Sohn
  - Centulle von Gascogne, dessen Sohn
  - Loup Centulle, Herzog von Gascogne, dessen Sohn

- Donat Loup, dessen Sohn, Graf von Bigorre (815–) ⚭ Faquilo (um 820–)
- Loup I., dessen Sohn, Graf von Bigorre (um 845–um 910) ⚭ NN von Rouergue (um 840–)
- Donat Loup II., dessen Sohn, Graf von Bigorre (um 860–930) ⚭ Lupa de Navarra, uneheliche Tochter von Sancho I. Garcés, König von Navarra (Haus Jiménez)
- Ramon Donat I., dessen Sohn, Graf von Bigorre (um 910–) ⚭ Tachilène d'Astarac (um 920–)

Wappen der Grafschaft Bigorre und des Départements Hautes-Pyrénées

- Arnaud, dessen Sohn, Graf von Bigorre (um 945–nach 980)
- Garcia Loup, dessen Sohn, Graf von Bigorre(um 965–nach 1030) ⚭ Richarde d'Astarac (um 970–)
- Gersende, dessen Tochter, Gräfin von Bigorre (990–1003) ⚭ Bernard Roger Graf von Foix (990–1037)
- Béatrix I., deren Tochter, Gräfin von Bigorre (1055–1095) ⚭ Gaston Centulle V. Graf von Béarn
- Centulle II., Graf von Bigorre (1080–1130), deren Sohn ⚭ Aimée de Trencavel
- Béatrix II., Gräfin von Bigorre (1104–1156), deren Tochter, ⚭ Pierre de Marsan, Vizegraf von Marsan
- Centulle III., Graf von Bigorre, Vizegraf von Marsan (1130–1178), deren Sohn ⚭ Matelle des Baux
- Stéphanie, Gräfin von Bigorre, dessen Tochter, ⚭ Bernard IV. Graf von Comminges
- Pétronille, Gräfin von Comminges, Gräfin von Bigorre, Vizegräfin von Marsan (1186–1251), deren Tochter ⚭ Guy de Montfort
- Alix de Montfort, Gräfin von Bigorre (1216–1255), deren Tochter, ⚭ Jourdain de Chabanais
- Eschivat de Chabanais, Graf von Bigorre (1255–1283), deren Sohn
- Laure de Chabanais († 1316), Gräfin von Bigorre (1283–1302), dessen Schwester ⚭ Raymond de Turenne
  - Constance de Montcade († 1310), Gegengräfin von Bigorre (1283–1302), Vizegräfin von Marsan, Enkelin der Pétronille
  - französische Krondomäne (1302–1425)
- Jean I., Graf von Foix-Grailly, Graf von Bigorre (1425–1436)
- Gaston IV., dessen Sohn, Graf von Foix und Bigorre, Vizegraf von Béarn, Nébouzan, Villemur und Lautrec, Pair von Frankreich, (1436–1472) ⚭ Eleonore Königin von Navarra
  - Gaston de Foix, Prinz von Viana deren Sohn, † 1470
- François-Febus, dessen Sohn, König von Navarra, Herzog von Nemours, Graf von Foix und Bigorre, Vizegraf von Béarn, Pair von Frankreich (1472–1482) – ohne Nachkommen
- Katharina, dessen Schwester, Königin von Navarra, Herzogin von Nemours, Gräfin von Foix und Bigorre, Vizegräfin von Béarn (1470–1517) ⚭ Jean III. d’Albret (1483–1516)
- Heinrich II., deren Sohn, König von Navarra, Herzog von Nemours und Albret, Graf von Foix, Bigorre, Armagnac und Périgord, Vizegraf von Béarn und Limoges (1516–1555) ⚭ Marguerite d'Orléans, Schwester des französischen Königs Franz I.
- Jeanne d'Albret, dessen Tochter, Königin von Navarra, Herzogin von Nemours und Albret, Gräfin von Foix, Bigorre, Armagnac und Périgord, Vizegräfin von Béarn und Limoges (1555–1572), ⚭ Anton, Herzog von Bourbon und Vendôme
- Heinrich III., deren Sohn, König von Navarra, Herzog von Bourbon, Vendôme, Nemours und Albret, Graf von Foix, Bigorre, Armagnac und Périgord, Vizegraf von Béarn und Limoges (1572–1610), König Heinrich IV. von Frankreich ⚭ Margarete von Valois, Tochter des Königs Heinrich II.

## Sonstiges
In den Jahren nach 1980 ist das freilebende und fast ausgestorbene Bigorre-Schwein (auch „Schwarzfußschwein“) wieder in das Blickfeld des kulinarischen Interesses gerückt.